# RSC Anderlecht - Club Bruges KV en football
Le match de football opposant le Club Bruges KV et le RSC Anderlecht est une rencontre entre les deux clubs les plus titrés de Belgique. À ce titre, c'est un match particulièrement suivi singulièrement à Bruxelles et dans le Nord du pays - représentant ainsi une large majorité démographique en Belgique. Partant, énormément de supporters se déplacent pour assister à cette affiche, en moyenne 24 535 spectateurs à domicile pour Anderlecht. Le bilan est favorable à Anderlecht qui a remporté 74 des 186 matches disputés à ce jour, contre 66 pour Bruges.

## Appellation
Les médias francophones se réfèrent à ce match sous le vocable « Topper » étant entendu qu'en langue néerlandaise, la terminaison « ER » ajoutée à un adjectif implique un comparatif de supériorité. En ce sens par le terme « Topper » il faut comprendre un sens plus général de "affiche de la journée" ou "match au sommet" , ainsi il existe au moins autant de Topper que de journées de championnat , ; cette appellation étant en outre usitée pour désigner les matchs au sommet de l'étranger . Par ailleurs, il arrive aux médias de qualifier ce match de "Clasico" ,, ou de "Klassieker" ,, pour souligner le caractère historique de l'affiche.

## Origine de la rivalité
La rivalité entre les deux clubs remonte au 12 mars 1972. Le FC Bruges, remonté de D2 en 1959, se trouve pour cette saison 1971-1972 en tête du classement, alors que tout le football belge avait été dominé par Anderlecht et le Standard de Liège depuis 1954. Lors du match Bruges-Anderlecht de cette date, Bruges, en tête du championnat, est défait 2-0. Lors de la dernière journée de championnat, Bruges fait match nul contre le Racing White alors qu'Anderlecht réalise un carton à Saint-Trond, plaqué 5-1. Anderlecht, qui n'a jamais été en tête du classement de toute la saison, ravit cette place qu'occupait alors Bruges et est sacré champion de Belgique. C'est le début de la rivalité. L'année suivante, Bruges est sacré champion de Belgique sur le terrain d'Anderlecht, ce que les supporters considèrent comme « une revanche ». En effet, nonobstant le match nul réalisé (1-1), à trois journées de la fin, Bruges avait engrangé assez de points pour être certain de finir premier. Bruges réitérera l'exploit d'être sacré champion sur le terrain même de son rival désormais héréditaire en 1997-98 (0-1 au parc Astrid, but de Sven Vermant). Durant la saison 2015-2016, Bruges est une nouvelle fois sacré champion après avoir « mangé » le Sporting (4-0), cette fois à domicile, à une journée de la fin des play-offs.
Mais le match le plus « légendaire » de cette confrontation est le match retour des barrages (ou « test matchs ») censés décider du titre 1985-1986, les deux équipes ayant été incapable de se départager et finissant la saison à égalité de points et de victoires. Après avoir fait match nul à Bruxelles (1-1), Anderlecht réussit l'exploit de remonter un handicap de deux buts, sur le terrain de son rival, pour arracher le nul (2-2) et à ainsi, au profit de la différence de buts, être sacré champion de la compétition.

## Historique des rencontres
Légende :
- Coupe de Championnat = Championnat de Belgique D1 (de 1895 à 1898)
- D1 = Championnat de Belgique D1 (de 1898 à 1899 et de 1952 à 2016)
- Division d'Honneur = Championnat de Belgique D1 (de 1900 à 1952)
- D1A = Championnat de Belgique D1 (depuis 2016)

- Promotion = Championnat de Belgique D2 (de 1909 à 1926)
- D1 = Championnat de Belgique D2 (de 1926 à 1952)
- D2 = Championnat de Belgique D2 (de 1952 à 2016)
- D1B = Championnat de Belgique D2 (depuis 2016)

| Saison    | Compétition            | Rencontre                       | Résultat         | Date              | Buteur(s) pour Club Bruges KV                                           | Buteur(s) pour RSC Anderlecht                                                                  | Spectateurs   |
| --------- | ---------------------- | ------------------------------- | ---------------- | ----------------- | ----------------------------------------------------------------------- | ---------------------------------------------------------------------------------------------- | ------------- |
| 1921-1922 | Division d'Honneur     | Club Bruges KV - RSC Anderlecht | 1-1              | 4 septembre 1921  | nc                                                                      | Thaels                                                                                         | nc            |
| 1921-1922 | Division d'Honneur     | RSC Anderlecht - Club Bruges KV | 1-3              | 11 décembre 1921  | nc                                                                      | Moulart                                                                                        | nc            |
| 1922-1923 | Division d'Honneur     | RSC Anderlecht - Club Bruges KV | 2-0              | 10 septembre 1922 | -                                                                       | Adams, De Munter                                                                               | nc            |
| 1922-1923 | Division d'Honneur     | Club Bruges KV - RSC Anderlecht | 5-2              | 17 décembre 1922  | nc                                                                      | Schuppen (nl), Thaels                                                                          | nc            |
| 1924-1925 | Division d'Honneur     | RSC Anderlecht - Club Bruges KV | 3-0              | 14 septembre 1924 | -                                                                       | Adams (2), De Munter                                                                           | nc            |
| 1924-1925 | Division d'Honneur     | Club Bruges KV - RSC Anderlecht | 2-0              | 28 décembre 1924  | nc                                                                      | -                                                                                              | nc            |
| 1925-1926 | Division d'Honneur     | Club Bruges KV - RSC Anderlecht | 4-0              | 4 octobre 1925    | nc                                                                      | -                                                                                              | nc            |
| 1925-1926 | Division d'Honneur     | RSC Anderlecht - Club Bruges KV | 2-1              | 24 janvier 1926   | nc                                                                      | De Buyst, Moulart                                                                              | nc            |
| 1927-1928 | Division d'Honneur     | RSC Anderlecht - Club Bruges KV | 2-4              | 11 septembre 1927 | nc                                                                      | Adams (2)                                                                                      | nc            |
| 1927-1928 | Division d'Honneur     | Club Bruges KV - RSC Anderlecht | 4-2              | 20 mai 1928       | nc                                                                      | Bové, Vandenhouten                                                                             | nc            |
| 1928-1929 | Division 1             | Club Bruges KV - RSC Anderlecht | 2-1              | 16 décembre 1928  | nc                                                                      | Geeroms                                                                                        | nc            |
| 1928-1929 | Division 1             | RSC Anderlecht - Club Bruges KV | 2-0              | 14 avril 1929     | -                                                                       | Adams, Van Rinsveld                                                                            | nc            |
| 1929-1930 | Division d'Honneur     | RSC Anderlecht - Club Bruges KV | 2-2              | 20 octobre 1929   | nc                                                                      | Ramburg (2)                                                                                    | nc            |
| 1929-1930 | Division d'Honneur     | Club Bruges KV - RSC Anderlecht | 1-1              | 2 février 1930    | nc                                                                      | Van Rinsveld                                                                                   | nc            |
| 1930-1931 | Division d'Honneur     | RSC Anderlecht - Club Bruges KV | 1-1              | 23 novembre 1930  | nc                                                                      | Adams                                                                                          | nc            |
| 1930-1931 | Division d'Honneur     | Club Bruges KV - RSC Anderlecht | 2-2              | 22 février 1931   | nc                                                                      | Bové, Mettens                                                                                  | nc            |
| 1935-1936 | Division d'Honneur     | RSC Anderlecht - Club Bruges KV | 2-1              | 8 décembre 1935   | nc                                                                      | Gets, Deraeymaeker                                                                             | nc            |
| 1935-1936 | Division d'Honneur     | Club Bruges KV - RSC Anderlecht | 1-1              | 22 mars 1936      | nc                                                                      | E. Verschueren                                                                                 | nc            |
| 1936-1937 | Division d'Honneur     | Club Bruges KV - RSC Anderlecht | 1-1              | 15 novembre 1936  | nc                                                                      | R. Vermaelen                                                                                   | nc            |
| 1936-1937 | Division d'Honneur     | RSC Anderlecht - Club Bruges KV | 4-1              | 28 février 1937   | nc                                                                      | Luxen, R. Vermaelen (2), Gets                                                                  | nc            |
| 1937-1938 | Division d'Honneur     | RSC Anderlecht - Club Bruges KV | 3-1              | 24 octobre 1937   | nc                                                                      | De Roeck, De Cuyper (2)                                                                        | nc            |
| 1937-1938 | Division d'Honneur     | Club Bruges KV - RSC Anderlecht | 2-0              | 6 février 1938    | nc                                                                      | -                                                                                              | nc            |
| 1938-1939 | Division d'Honneur     | Club Bruges KV - RSC Anderlecht | 1-3              | 4 septembre 1938  | nc                                                                      | Van Vaerenbergh (3)                                                                            | nc            |
| 1938-1939 | Division d'Honneur     | RSC Anderlecht - Club Bruges KV | 2-2              | 4 décembre 1938   | nc                                                                      | Deraeymaeker (csc)                                                                             | nc            |
| 1946-1947 | Division d'Honneur     | RSC Anderlecht - Club Bruges KV | 7-1              | 15 décembre 1946  | nc                                                                      | De Wael (2), Van Vaerenbergh, Sermon, Mermans (2), Moelans                                     | nc            |
| 1946-1947 | Division d'Honneur     | Club Bruges KV - RSC Anderlecht | 1-2              | 27 avril 1947     | nc                                                                      | Mermans, H. Van den Bosch                                                                      | nc            |
| 1949-1950 | Division d'Honneur     | Club Bruges KV - RSC Anderlecht | 0-1              | 18 décembre 1949  | -                                                                       | De Wael                                                                                        | nc            |
| 1949-1950 | Division d'Honneur     | RSC Anderlecht - Club Bruges KV | 2-1              | 14 mai 1950       | nc                                                                      | Sermon, Mermans                                                                                | nc            |
| 1950-1951 | Division d'Honneur     | RSC Anderlecht - Club Bruges KV | 3-0              | 3 septembre 1950  | -                                                                       | Mermans, De Wael (2)                                                                           | nc            |
| 1950-1951 | Division d'Honneur     | RSC Anderlecht - Club Bruges KV | 1-1              | 3 mai 1951        | nc                                                                      | Soetewey                                                                                       | nc            |
| 1959-1960 | Division 1             | Club Bruges KV - RSC Anderlecht | 1-0              | 20 décembre 1959  | Goyvaerts (41e pen)                                                     | -                                                                                              | 14 000        |
| 1959-1960 | Division 1             | RSC Anderlecht - Club Bruges KV | 5-2              | 8 janvier 1960    | Somers, Deurwaerder                                                     | Stockman, Wölbling, Van Himst, Jurion (2)                                                      | 12 000        |
| 1960-1961 | Division 1             | RSC Anderlecht - Club Bruges KV | 0-0              | 18 décembre 1960  | -                                                                       | -                                                                                              | 12 000        |
| 1960-1961 | Division 1             | Club Bruges KV - RSC Anderlecht | 3-2              | 7 mai 1961        | Goyvaerts (15e), Nauwelaers (30e, 78e)                                  | Hanon (45e), Jurion (81e)                                                                      | 16 000        |
| 1961-1962 | Division 1             | RSC Anderlecht - Club Bruges KV | 2-0              | 24 septembre 1961 | -                                                                       | Janssens (nl) (62e, 70e)                                                                       | 30 000        |
| 1961-1962 | Division 1             | Club Bruges KV - RSC Anderlecht | 1-1              | 15 avril 1962     | Vangansbeke (50e)                                                       | Janssens (nl) (41e)                                                                            | 13 000        |
| 1962-1963 | Division 1             | Club Bruges KV - RSC Anderlecht | 0-0              | 11 novembre 1962  | -                                                                       | -                                                                                              | 19 000        |
| 1962-1963 | Division 1             | RSC Anderlecht - Club Bruges KV | 3-1              | 7 avril 1963      | Van Poelvoorde (25e)                                                    | Van Himst (63e), Stockman (69e, 86e)                                                           | 20 000        |
| 1963-1964 | Division 1             | Club Bruges KV - RSC Anderlecht | 0-5              | 29 septembre 1963 | -                                                                       | Puis (4e, 43e), Janssens (nl) (40e), Hanon (54e), Van Himst (75e)                              | 15 000        |
| 1963-1964 | Division 1             | RSC Anderlecht - Club Bruges KV | 3-0              | 26 janvier 1964   | -                                                                       | Schena (15e), Van Himst (60e), Lippens (81e pen)                                               | 20 000        |
| 1964-1965 | Division 1             | RSC Anderlecht - Club Bruges KV | 3-1              | 6 décembre 1964   | Lambert (24e)                                                           | Devrindt (70e, 90e), Stockman (85e)                                                            | 20 000        |
| 1964-1965 | Division 1             | Club Bruges KV - RSC Anderlecht | 0-0              | 4 avril 1965      | -                                                                       | -                                                                                              | 17 000        |
| 1965-1966 | Division 1             | RSC Anderlecht - Club Bruges KV | 3-1              | 5 septembre 1965  | Lambert (16e)                                                           | Van Himst (15e, 73e), Bergholtz (56e)                                                          | 18 000        |
| 1965-1966 | Division 1             | Club Bruges KV - RSC Anderlecht | 0-1              | 9 janvier 1966    | -                                                                       | Van Himst (6e)                                                                                 | 20 000        |
| 1966-1967 | Division 1             | Club Bruges KV - RSC Anderlecht | 1-2              | 18 septembre 1966 | Bailliu (90e)                                                           | Van Himst (24e, 62e)                                                                           | 20 000        |
| 1966-1967 | Division 1             | RSC Anderlecht - Club Bruges KV | 3-0              | 29 janvier 1967   | -                                                                       | Mulder (12e, 16e, 58e)                                                                         | 37 000        |
| 1967-1968 | Division 1             | RSC Anderlecht - Club Bruges KV | 1-1              | 2 décembre 1967   | Bailliu (21e)                                                           | Van Himst (64e)                                                                                | 26 000        |
| 1967-1968 | Division 1             | Club Bruges KV - RSC Anderlecht | 2-2              | 24 mars 1968      | Thio (28e), Vandendaele (83e)                                           | Mulder (5e), Devrindt (79e)                                                                    | 22 000        |
| 1967-1968 | Coupe de Belgique      | Club Bruges KV - RSC Anderlecht | 1-0              | 14 avril 1968     | Loske (59e)                                                             | -                                                                                              | 15 000        |
| 1968-1969 | Division 1             | Club Bruges KV - RSC Anderlecht | 2-2              | 5 janvier 1969    | Carteus (69e), Bailliu (89e)                                            | Devrindt (8e), Herbet (28e)                                                                    | 20 000        |
| 1968-1969 | Coupe de Belgique      | Club Bruges KV - RSC Anderlecht | 2-1              | 19 mars 1969      | Carteus (13e, 74e)                                                      | Nordahl (72e)                                                                                  | 22 000        |
| 1968-1969 | Division 1             | RSC Anderlecht - Club Bruges KV | 1-1              | 11 mai 1969       | Turesson (56e)                                                          | Van Himst (22e)                                                                                | 13 000        |
| 1969-1970 | Division 1             | RSC Anderlecht - Club Bruges KV | 1-3              | 6 septembre 1969  | Lambert (17e pen, 79e), Thio (20e)                                      | Martens (80e)                                                                                  | 32 000        |
| 1969-1970 | Division 1             | Club Bruges KV - RSC Anderlecht | 1-0              | 22 février 1970   | Houwaart (7e)                                                           | -                                                                                              | 20 000        |
| 1970-1971 | Division 1             | Club Bruges KV - RSC Anderlecht | 4-0              | 11 octobre 1970   | Thio (3e, 38e, 49e), Lambert (55e)                                      | -                                                                                              | 23 500        |
| 1970-1971 | Division 1             | RSC Anderlecht - Club Bruges KV | 1-3              | 28 février 1971   | Lambert (42e, 67e), Houwaart (56e)                                      | Nordahl (89e)                                                                                  | 24 000        |
| 1971-1972 | Division 1             | RSC Anderlecht - Club Bruges KV | 1-1              | 30 octobre 1971   | Lambert (65e)                                                           | Mulder (60e)                                                                                   | 37 000        |
| 1971-1972 | Division 1             | Club Bruges KV - RSC Anderlecht | 0-2              | 12 mars 1972      | -                                                                       | Rensenbrink (44e), Van Himst (69e)                                                             | 20 000        |
| 1972-1973 | Division 1             | Club Bruges KV - RSC Anderlecht | 2-0              | 3 décembre 1972   | Carteus (16e), Geels (88e)                                              | -                                                                                              | 22 500        |
| 1972-1973 | Division 1             | RSC Anderlecht - Club Bruges KV | 1-1              | 8 avril 1973      | Lambert (35e pen)                                                       | J. Verheyen (85e pen)                                                                          | 30 000        |
| 1972-1973 | Coupe de la Ligue      | RSC Anderlecht - Club Bruges KV | 4-2              | 20 mai 1973       | nc                                                                      | nc                                                                                             | nc            |
| 1972-1973 | Coupe de la Ligue      | Club Bruges KV - RSC Anderlecht | 1-0              | 23 mai 1973       | nc                                                                      | -                                                                                              | nc            |
| 1973-1974 | Division 1             | RSC Anderlecht - Club Bruges KV | 2-0              | 8 décembre 1973   | -                                                                       | De Nul (46e), Ladinsky (48e)                                                                   | 24 000        |
| 1973-1974 | Division 1             | Club Bruges KV - RSC Anderlecht | 2-1              | 7 avril 1974      | Devrindt (53e), Houwaart (79e)                                          | Van Himst (74e)                                                                                | 20 000        |
| 1974-1975 | Division 1             | Club Bruges KV - RSC Anderlecht | 3-1              | 1er décembre 1974 | Dockx (12e csc), Houwaart (54e pen), J. Cools (89e)                     | Van Himst (26e)                                                                                | 22 000        |
| 1974-1975 | Division 1             | RSC Anderlecht - Club Bruges KV | 1-0              | 5 avril 1975      | -                                                                       | S. Van Der Elst (55e)                                                                          | 20 000        |
| 1975-1976 | Division 1             | Club Bruges KV - RSC Anderlecht | 3-2              | 30 novembre 1975  | De Cubber (22e), Van Gool (34e, 67e)                                    | Rensenbrink (14e), Ressel (15e)                                                                | 25 000        |
| 1975-1976 | Division 1             | RSC Anderlecht - Club Bruges KV | 1-0              | 13 mars 1976      | -                                                                       | Van Binst (47e)                                                                                | 35 000        |
| 1975-1976 | Coupe de Belgique      | RSC Anderlecht - Club Bruges KV | 4-1              | 26 mai 1976       | Le Fèvre (24e)                                                          | S. Van Der Elst (10e), Rensenbrink (28e), Van Binst (37e), Ressel (38e)                        | 30 000        |
| 1976-1977 | Division 1             | RSC Anderlecht - Club Bruges KV | 2-1              | 11 décembre 1976  | Le Fèvre (57e)                                                          | S. Van Der Elst (47e, 68e)                                                                     | 35 000        |
| 1976-1977 | Division 1             | Club Bruges KV - RSC Anderlecht | 2-0              | 16 avril 1977     | Sørensen (11e), J. Cools (90e)                                          | -                                                                                              | 30 000        |
| 1976-1977 | Coupe de Belgique      | RSC Anderlecht - Club Bruges KV | 3-4              | 12 juin 1977      | Lambert (27e), Le Fèvre (33e), Davies (62e, 83e)                        | Haan (4e), S. Van Der Elst (14e), Coeck (29e)                                                  | 55 000        |
| 1977-1978 | Division 1             | RSC Anderlecht - Club Bruges KV | 6-1              | 10 septembre 1977 | Davies (85e pen)                                                        | Coeck (2e, 58e), Rensenbrink (20e, 40e) S. Van Der Elst (65e), Nielsen (77e)                   | 30 000        |
| 1977-1978 | Division 1             | Club Bruges KV - RSC Anderlecht | 2-0              | 29 janvier 1978   | Courant (34e), J. Cools (51e)                                           | -                                                                                              | 25 000        |
| 1978-1979 | Division 1             | Club Bruges KV - RSC Anderlecht | 3-0              | 12 novembre 1978  | Simoen (2e), Ceulemans (85e), Vandereycken (88e)                        | -                                                                                              | 32 000        |
| 1978-1979 | Division 1             | RSC Anderlecht - Club Bruges KV | 3-0              | 7 avril 1979      | -                                                                       | Rensenbrink (6e pen), van Toorn (32e), Geels (73e)                                             | 30 000        |
| 1979-1980 | Division 1             | Club Bruges KV - RSC Anderlecht | 3-0              | 17 novembre 1979  | Meeuws (6e), Ceulemans (43e, 55e)                                       | -                                                                                              | 30 000        |
| 1979-1980 | Division 1             | RSC Anderlecht - Club Bruges KV | 0-1              | 8 avril 1980      | Vanwalleghem (72e)                                                      | -                                                                                              | 32 000        |
| 1980-1981 | Division 1             | RSC Anderlecht - Club Bruges KV | 1-0              | 10 janvier 1981   | -                                                                       | Lozano (70e)                                                                                   | 30 000        |
| 1980-1981 | Division 1             | Club Bruges KV - RSC Anderlecht | 1-5              | 3 mai 1981        | Sørensen (6e)                                                           | Jaspers (nl) (31e), Brylle (40e), Coeck (51e), Geurts (60e), Hofkens (66e)                     | 26 000        |
| 1981-1982 | Coupe de Belgique      | RSC Anderlecht - Club Bruges KV | 5-0              | 1er novembre 1981 | -                                                                       | Vercauteren (15e, 54e), Geurts (63e), Lozano (65e pen), Pétursson (90e)                        | 18 000        |
| 1981-1982 | Division 1             | Club Bruges KV - RSC Anderlecht | 0-0              | 8 novembre 1981   | -                                                                       | -                                                                                              | 20 000        |
| 1981-1982 | Division 1             | RSC Anderlecht - Club Bruges KV | 2-1              | 13 mars 1982      | Wellens (58e)                                                           | Brylle (25e), Vercauteren (80e)                                                                | 23 000        |
| 1982-1983 | Division 1             | Club Bruges KV - RSC Anderlecht | 1-1              | 7 novembre 1982   | Sørensen (87e)                                                          | Lozano (5e)                                                                                    | 32 000        |
| 1982-1983 | Division 1             | RSC Anderlecht - Club Bruges KV | 5-2              | 12 mars 1983      | Ceulemans (6e, 51e)                                                     | Vandenbergh (23e, 48e, 83e), Brylle (32e, 46e)                                                 | 23 000        |
| 1983-1984 | Division 1             | RSC Anderlecht - Club Bruges KV | 6-1              | 17 septembre 1983 | Beyens (44e)                                                            | Arnesen (35e, 55e), Vercauteren (62e, 82e), De Groote (64e), Vandenbergh (70e)                 | 30 622        |
| 1983-1984 | Coupe de Belgique      | RSC Anderlecht - Club Bruges KV | 1-2              | 29 octobre 1983   | K. Sanders (50e), R. Verheyen (71e)                                     | Arnesen (33e)                                                                                  | 14 000        |
| 1983-1984 | Division 1             | Club Bruges KV - RSC Anderlecht | 1-1              | 29 janvier 1984   | Spelbos (14e pen)                                                       | Scifo (74e)                                                                                    | 25 000        |
| 1984-1985 | Division 1             | Club Bruges KV - RSC Anderlecht | 0-0              | 11 novembre 1984  | -                                                                       | -                                                                                              | 30 000        |
| 1984-1985 | Division 1             | RSC Anderlecht - Club Bruges KV | 1-1              | 13 avril 1985     | Wellens (44e)                                                           | Vandenbergh (27e)                                                                              | 28 000        |
| 1985-1986 | Division 1             | RSC Anderlecht - Club Bruges KV | 0-0              | 9 novembre 1985   | -                                                                       | -                                                                                              | 36 000        |
| 1985-1986 | Division 1             | Club Bruges KV - RSC Anderlecht | 3-3              | 29 mars 1986      | Papin (39e), Beyens (50e), Ceulemans (70e)                              | Andersen (20e), Vandenbergh (28e), Frimann (44e)                                               | 31 000        |
| 1985-1986 | Test-match             | RSC Anderlecht - Club Bruges KV | 1-1              | 30 avril 1986     | Beyens (64e)                                                            | Vercauteren (15e)                                                                              | 27 000        |
| 1985-1986 | Test-match             | Club Bruges KV - RSC Anderlecht | 2-2              | 6 mai 1986        | Papin (14e), Wellens (32e)                                              | Vandereycken (63e), Demol (75e)                                                                | 29 000        |
| 1985-1986 | Supercoupe de Belgique | RSC Anderlecht - Club Bruges KV | 0-1              | 20 août 1986      | Ceulemans (44e)                                                         | -                                                                                              | 11 000        |
| 1986-1987 | Division 1             | Club Bruges KV - RSC Anderlecht | 2-1              | 27 septembre 1986 | Brylle (70e), Houwaart jr. (de) (86e)                                   | Scifo (62e pen)                                                                                | 25 000        |
| 1986-1987 | Division 1             | RSC Anderlecht - Club Bruges KV | 1-0              | 7 mars 1987       | -                                                                       | Nilis (62e)                                                                                    | 29 000        |
| 1987-1988 | Division 1             | Club Bruges KV - RSC Anderlecht | 1-1              | 26 août 1987      | Beyens (17e)                                                            | Musonda (6e)                                                                                   | 28 000        |
| 1987-1988 | Division 1             | Club Bruges KV - RSC Anderlecht | 2-1              | 24 janvier 1988   | Brylle (19e), van Wijk (51e)                                            | Ukkonen (90e pen)                                                                              | 25 000        |
| 1987-1988 | Supercoupe de Belgique | Club Bruges KV - RSC Anderlecht | 1-0              | 8 juin 1988       | nc                                                                      | -                                                                                              | nc            |
| 1988-1989 | Division 1             | RSC Anderlecht - Club Bruges KV | 1-0              | 21 septembre 1988 | -                                                                       | Guðjohnsen (88e)                                                                               | 30 000        |
| 1988-1989 | Coupe de Belgique      | RSC Anderlecht - Club Bruges KV | 3-1              | 8 mars 1989       | Brylle (83e)                                                            | Keshi (25e), Krnčević (36e, 47e)                                                               | 22 000        |
| 1988-1989 | Division 1             | Club Bruges KV - RSC Anderlecht | 1-1              | 19 mars 1989      | Wuyts (27e csc)                                                         | Nilis (21e)                                                                                    | 20 000        |
| 1988-1989 | Coupe de Belgique      | Club Bruges KV - RSC Anderlecht | 1-2              | 12 avril 1989     | Creve (72e)                                                             | Vervoort (55e), Kooiman (85e pen)                                                              | 25 000        |
| 1989-1990 | Division 1             | RSC Anderlecht - Club Bruges KV | 0-0              | 25 novembre 1989  | -                                                                       | -                                                                                              | 30 000        |
| 1989-1990 | Division 1             | Club Bruges KV - RSC Anderlecht | 3-0              | 22 avril 1990     | Farina (20e), Creve (66e), Beyens (87e)                                 | -                                                                                              | 30 000        |
| 1990-1991 | Division 1             | RSC Anderlecht - Club Bruges KV | 5-1              | 20 octobre 1990   | Ceulemans (58e)                                                         | Nilis (4e, 68e, 89e) Oliveira (5e pen, 61e)                                                    | 30 000        |
| 1990-1991 | Coupe de Belgique      | RSC Anderlecht - Club Bruges KV | 0-2              | 22 décembre 1990  | Janevski (60e pen), Ceulemans (70e)                                     | -                                                                                              | 28 000        |
| 1990-1991 | Division 1             | Club Bruges KV - RSC Anderlecht | 0-2              | 16 mars 1991      | -                                                                       | Kooiman (6e), G. Verheyen (81e)                                                                | 23 000        |
| 1990-1991 | Supercoupe de Belgique | RSC Anderlecht - Club Bruges KV | 3-3 (5-6 t.a.b.) | 7 août 1991       | Disztl (5e), Booy (28e), Borkelmans (45e)                               | Degryse (26e), Nilis (27e), Oliveira (46e)                                                     | 9 000         |
| 1991-1992 | Division 1             | RSC Anderlecht - Club Bruges KV | 1-1              | 6 septembre 1991  | Booy (56e)                                                              | Cossey (34e csc)                                                                               | 28 000        |
| 1991-1992 | Division 1             | Club Bruges KV - RSC Anderlecht | 2-0              | 9 février 1992    | Amokachi (60e), Booy (67e)                                              | -                                                                                              | 20 000        |
| 1992-1993 | Division 1             | Club Bruges KV - RSC Anderlecht | 0-0              | 13 décembre 1992  | -                                                                       | -                                                                                              | 19 000        |
| 1992-1993 | Division 1             | RSC Anderlecht - Club Bruges KV | 1-0              | 9 mai 1993        | -                                                                       | Nilis (81e)                                                                                    | 20 000        |
| 1993-1994 | Division 1             | RSC Anderlecht - Club Bruges KV | 0-3              | 24 septembre 1993 | Staelens (45e, 51e pen, 65e)                                            | -                                                                                              | 27 000        |
| 1993-1994 | Division 1             | Club Bruges KV - RSC Anderlecht | 0-0              | 6 mars 1994       | -                                                                       | -                                                                                              | 18 000        |
| 1993-1994 | Coupe de Belgique      | Club Bruges KV - RSC Anderlecht | 0-2              | 22 mai 1994       | -                                                                       | Versavel (37e), Nilis (76e)                                                                    | 17 600        |
| 1993-1994 | Supercoupe de Belgique | RSC Anderlecht - Club Bruges KV | 1-3              | 17 août 1994      | Vermant (7e), Eijkelkamp (43e), Doll (74e csc)                          | Preko (87e)                                                                                    | nc            |
| 1994-1995 | Division 1             | RSC Anderlecht - Club Bruges KV | 1-0              | 23 octobre 1994   | -                                                                       | Boffin (30e)                                                                                   | 25 000        |
| 1994-1995 | Division 1             | Club Bruges KV - RSC Anderlecht | 1-0              | 10 mars 1995      | Staelens (65e)                                                          | -                                                                                              | 18 500        |
| 1994-1995 | Supercoupe de Belgique | RSC Anderlecht - Club Bruges KV | 2-1              | 2 août 1995       | Vermant (81e)                                                           | Karagiannis (54e), Preko (90e)                                                                 | nc            |
| 1995-1996 | Division 1             | RSC Anderlecht - Club Bruges KV | 2-1              | 29 août 1995      | Stanić (85e)                                                            | Preko (69e, 83e)                                                                               | 25 000        |
| 1995-1996 | Division 1             | Club Bruges KV - RSC Anderlecht | 2-1              | 11 février 1996   | Staelens (58e), Vermant (78e)                                           | De Bilde (12e pen)                                                                             | 18 000        |
| 1996-1997 | Division 1             | Club Bruges KV - RSC Anderlecht | 2-1              | 9 novembre 1996   | Staelens (27e pen), Špehar (80e)                                        | Baseggio (3e)                                                                                  | 18 000        |
| 1996-1997 | Division 1             | RSC Anderlecht - Club Bruges KV | 0-1              | 20 avril 1997     | Claessens (67e)                                                         | -                                                                                              | 27 000        |
| 1997-1998 | Division 1             | Club Bruges KV - RSC Anderlecht | 2-1              | 30 novembre 1997  | Claessens (8e), Jankauskas (39e)                                        | Selymes (43e)                                                                                  | 15 000        |
| 1997-1998 | Division 1             | RSC Anderlecht - Club Bruges KV | 0-1              | 26 avril 1998     | Vermant (69e)                                                           | -                                                                                              | 28 000        |
| 1998-1999 | Division 1             | RSC Anderlecht - Club Bruges KV | 2-3              | 9 septembre 1998  | Anić (38e), Deflandre (50e), Lešnjak (64e)                              | Zetterberg (74e pen), Yashchuk (89e)                                                           | 22 500        |
| 1998-1999 | Division 1             | Club Bruges KV - RSC Anderlecht | 2-0              | 29 janvier 1999   | De Brul (69e, 81e)                                                      | -                                                                                              | 26 400        |
| 1999-2000 | Division 1             | RSC Anderlecht - Club Bruges KV | 1-1              | 6 février 2000    | Borkelmans (68e)                                                        | Sonko (81e)                                                                                    | 26 500        |
| 1999-2000 | Division 1             | Club Bruges KV - RSC Anderlecht | 0-2              | 27 février 2000   | -                                                                       | Goor (75e), Stoica (87e)                                                                       | 20 000        |
| 2000-2001 | Division 1             | RSC Anderlecht - Club Bruges KV | 2-0              | 1er décembre 2000 | -                                                                       | Radzinski (20e), Goor (90e)                                                                    | 26 827        |
| 2000-2001 | Division 1             | Club Bruges KV - RSC Anderlecht | 0-1              | 5 mai 2001        | -                                                                       | Crasson (8e)                                                                                   | 27 000        |
| 2001-2002 | Division 1             | RSC Anderlecht - Club Bruges KV | 1-0              | 21 décembre 2001  | -                                                                       | Aruna (66e)                                                                                    | 26 500        |
| 2001-2002 | Division 1             | Club Bruges KV - RSC Anderlecht | 1-0              | 17 février 2002   | Simons (85e pen)                                                        | -                                                                                              | 25 250        |
| 2002-2003 | Division 1             | Club Bruges KV - RSC Anderlecht | 2-1              | 7 décembre 2002   | De Cock (63e), Clement (76e)                                            | Crasson (45e)                                                                                  | 26 305        |
| 2002-2003 | Division 1             | RSC Anderlecht - Club Bruges KV | 5-1              | 23 mars 2003      | Čeh (36e)                                                               | Lovré (27e), Jestrović (42e, 44e pen), Junior (55e), Aruna (72e)                               | 26 516        |
| 2003-2004 | Division 1             | RSC Anderlecht - Club Bruges KV | 1-1              | 4 octobre 2003    | Mendoza (82e)                                                           | Aruna (27e)                                                                                    | 26 311        |
| 2003-2004 | Division 1             | Club Bruges KV - RSC Anderlecht | 1-0              | 7 mars 2004       | Lange (3e)                                                              | -                                                                                              | 27 632        |
| 2004-2005 | Division 1             | RSC Anderlecht - Club Bruges KV | 2-1              | 11 décembre 2004  | Čeh (21e)                                                               | Vanderhaeghe (67e), Jestrović (86e)                                                            | 25 693        |
| 2004-2005 | Supercoupe de Belgique | RSC Anderlecht - Club Bruges KV | 0-2              | 22 décembre 2004  | Hermans (nl) (9e), Lange (82e)                                          | -                                                                                              | 8 500         |
| 2004-2005 | Division 1             | Club Bruges KV - RSC Anderlecht | 2-2              | 15 mai 2005       | Čeh (2e, 38e)                                                           | Tihinen (36e), Jestrović (56e)                                                                 | 27 734        |
| 2005-2006 | Division 1             | RSC Anderlecht - Club Bruges KV | 2-2              | 23 octobre 2005   | Vermant (46e), G. Verheyen (60e)                                        | Serhat (35e, 50e)                                                                              | 25 453        |
| 2005-2006 | Division 1             | Club Bruges KV - RSC Anderlecht | 0-2              | 26 mars 2006      | -                                                                       | Frutos (8e, 86e)                                                                               | 28 181        |
| 2006-2007 | Division 1             | RSC Anderlecht - Club Bruges KV | 1-0              | 27 août 2006      | -                                                                       | Tchité (54e)                                                                                   | 24 500        |
| 2006-2007 | Division 1             | Club Bruges KV - RSC Anderlecht | 2-2              | 11 février 2007   | Ishiaku (32e, 65e)                                                      | Juhász (77e), Frutos (90e)                                                                     | 28 132        |
| 2006-2007 | Supercoupe de Belgique | RSC Anderlecht - Club Bruges KV | 3-1              | 28 juillet 2007   | Đokić (48e)                                                             | Boussoufa (3e), Mpenza (38e), Hassan (88e)                                                     | 20 000        |
| 2007-2008 | Division 1             | Club Bruges KV - RSC Anderlecht | 1-0              | 16 décembre 2007  | Sterchele (68e)                                                         | -                                                                                              | 28 199        |
| 2007-2008 | Division 1             | RSC Anderlecht - Club Bruges KV | 2-0              | 3 mai 2008        | -                                                                       | Vlček (17e), Van Damme (29e)                                                                   | 25 692        |
| 2008-2009 | Division 1             | Club Bruges KV - RSC Anderlecht | 1-1              | 16 novembre 2008  | Sonck (4e)                                                              | Boussoufa (49e)                                                                                | 28 148        |
| 2008-2009 | Division 1             | RSC Anderlecht - Club Bruges KV | 1-0              | 12 avril 2009     | -                                                                       | Boussoufa (22e)                                                                                | 24 400        |
| 2009-2010 | Division 1             | Club Bruges KV - RSC Anderlecht | 4-2              | 4 octobre 2009    | Alcaraz (17e), Van Damme (38e csc), Sonck (40e), Vargas (83e)           | De Sutter (23e, 90+3e)                                                                         | 28 151        |
| 2009-2010 | Division 1             | RSC Anderlecht - Club Bruges KV | 3-2              | 3 février 2010    | Odjidja Ofoe (19e), Kouemaha (56e)                                      | Juhász (5e), Frutos (74e), Boussoufa (90+4e)                                                   | 23 800        |
| 2009-2010 | Play-offs              | RSC Anderlecht - Club Bruges KV | 2-2              | 3 avril 2010      | Dirar (55e), Donk (80e)                                                 | Donk (15e csc), Suárez (53e)                                                                   | 23 279        |
| 2009-2010 | Play-offs              | Club Bruges KV - RSC Anderlecht | 1-2              | 18 avril 2010     | Sonck (90+2e)                                                           | Van Damme (30e), Suárez (87e)                                                                  | 25 686        |
| 2010-2011 | Division 1             | RSC Anderlecht - Club Bruges KV | 2-2              | 7 novembre 2010   | Dalmat (5e), Geraerts (21e)                                             | Juhász (42e), Lukaku (45e)                                                                     | 23 000        |
| 2010-2011 | Division 1             | Club Bruges KV - RSC Anderlecht | 0-2              | 19 novembre 2010  | -                                                                       | Lukaku (58e), Boussoufa (88e)                                                                  | 27 000        |
| 2010-2011 | Play-offs              | Club Bruges KV - RSC Anderlecht | 3-0              | 10 avril 2011     | Geraerts (4e), Perišić (42e pen), Akpala (55e)                          | -                                                                                              | 22 000        |
| 2010-2011 | Play-offs              | RSC Anderlecht - Club Bruges KV | 0-0              | 1er mai 2011      | -                                                                       | -                                                                                              | 22 000        |
| 2011-2012 | Division 1             | Club Bruges KV - RSC Anderlecht | 1-1              | 28 août 2011      | Odjidja Ofoe (85e pen)                                                  | Jovanović (90e)                                                                                | 28 000        |
| 2011-2012 | Division 1             | RSC Anderlecht - Club Bruges KV | 3-0              | 15 janvier 2012   | -                                                                       | Mbokani (2e), Jovanović (24e), Suárez (64e)                                                    | 23 335        |
| 2011-2012 | Play-offs              | Club Bruges KV - RSC Anderlecht | 0-1              | 22 avril 2012     | -                                                                       | Mbokani (15e)                                                                                  | 28 200        |
| 2011-2012 | Play-offs              | RSC Anderlecht - Club Bruges KV | 1-1              | 6 mai 2012        | Lestienne (70e)                                                         | G. Gillet (93e pen)                                                                            | 21 000        |
| 2012-2013 | Division 1             | RSC Anderlecht - Club Bruges KV | 6-1              | 11 novembre 2012  | Lestienne (59e)                                                         | Bruno (22e), Mbokani (33e), Jovanović (41e pen), Kljestan (54e), Biglia (86e pen), Praet (92e) | 23 000        |
| 2012-2013 | Division 1             | Club Bruges KV - RSC Anderlecht | 2-2              | 24 février 2013   | Odjidja Ofoe (19e), Bacca (62e)                                         | Bruno (78e), Armenteros (85e)                                                                  | 29 042        |
| 2012-2013 | Play-offs              | RSC Anderlecht - Club Bruges KV | 1-1              | 14 avril 2013     | Odoi (27e csc)                                                          | Mbokani (60e)                                                                                  | 24 000        |
| 2012-2013 | Play-offs              | Club Bruges KV - RSC Anderlecht | 2-1              | 28 avril 2013     | Lestienne (14e, 62e)                                                    | Bruno (65e)                                                                                    | 26 052        |
| 2013-2014 | Division 1             | Club Bruges KV - RSC Anderlecht | 4-0              | 22 septembre 2013 | Simons (31e pen), Lestienne (58e, 75e), Fatai (en) (87e)                | -                                                                                              | 27 024        |
| 2013-2014 | Division 1             | RSC Anderlecht - Club Bruges KV | 2-0              | 26 janvier 2014   | -                                                                       | Mitrović (39e), N'Sakala (88e)                                                                 | 22 000        |
| 2013-2014 | Play-offs              | RSC Anderlecht - Club Bruges KV | 3-0              | 6 avril 2014      | -                                                                       | Tielemans (22e), Cyriac (32e, 40e)                                                             | 20 000        |
| 2013-2014 | Play-offs              | Club Bruges KV - RSC Anderlecht | 0-1              | 4 mai 2014        | -                                                                       | Meunier (86e csc)                                                                              | 29 000        |
| 2014-2015 | Division 1             | Club Bruges KV - RSC Anderlecht | 2-2              | 31 août 2014      | Jørgensen (48e), Engels (68e)                                           | Defour (7e), Mitrović (16e)                                                                    | 29 000        |
| 2014-2015 | Division 1             | RSC Anderlecht - Club Bruges KV | 2-2              | 30 novembre 2014  | Vázquez (26e, 88e)                                                      | Praet (33e), Deschacht (55e)                                                                   | 19 500        |
| 2014-2015 | Coupe de Belgique      | Club Bruges KV - RSC Anderlecht | 2-1              | 22 mars 2015      | De Sutter (12e), Refaelov (92e)                                         | Mitrović (89e)                                                                                 | 45 000        |
| 2014-2015 | Play-offs              | Club Bruges KV - RSC Anderlecht | 2-1              | 19 avril 2015     | Oularé (74e), Vormer (86e)                                              | Simons (26e csc)                                                                               | 29 000        |
| 2014-2015 | Play-offs              | RSC Anderlecht - Club Bruges KV | 3-1              | 10 mai 2015       | Refaelov (67e)                                                          | Najar (1e), Mitrović (53e), Praet (89e)                                                        | 26 000        |
| 2015-2016 | Division 1             | RSC Anderlecht - Club Bruges KV | 3-1              | 25 octobre 2015   | Diaby (67e)                                                             | Okaka (11e), Ezekiel (47e), Praet (57e)                                                        | 26 000        |
| 2015-2016 | Division 1             | Club Bruges KV - RSC Anderlecht | 1-4              | 20 décembre 2015  | Denswil (58e)                                                           | Okaka (6e), Praet (35e, 93e) Suárez (79e pen)                                                  | 27 065        |
| 2015-2016 | Play-offs              | RSC Anderlecht - Club Bruges KV | 1-0              | 17 avril 2016     | -                                                                       | Tielemans (60e)                                                                                | 25 000        |
| 2015-2016 | Play-offs              | Club Bruges KV - RSC Anderlecht | 4-0              | 15 mai 2016       | Diaby (24e, 29e), Vanaken (61e) Simons (70e pen)                        | -                                                                                              | 27 253        |
| 2016-2017 | Division 1A            | Club Bruges KV - RSC Anderlecht | 2-1              | 23 octobre 2016   | Vanaken (9e), Vormer (47e)                                              | Teodorczyk (87e)                                                                               | 27 106        |
| 2016-2017 | Division 1A            | RSC Anderlecht - Club Bruges KV | 0-0              | 10 décembre 2016  | -                                                                       | -                                                                                              | 23 000        |
| 2016-2017 | Play-offs              | RSC Anderlecht - Club Bruges KV | 2-0              | 23 avril 2017     | -                                                                       | Dendoncker (21e), Mbodj (34e)                                                                  | 22 000        |
| 2016-2017 | Play-offs              | Club Bruges KV - RSC Anderlecht | 1-1              | 14 mai 2017       | Vormer (36e)                                                            | Hanni (9e)                                                                                     | 28 000        |
| 2017-2018 | Division 1A            | RSC Anderlecht - Club Bruges KV | 0-0              | 5 novembre 2017   | -                                                                       | -                                                                                              | 21 500        |
| 2017-2018 | Division 1A            | Club Bruges KV - RSC Anderlecht | 5-0              | 15 décembre 2017  | Diaby (45e+1, 45e+2), Vormer (57e pen), Vossen (73e pen), Vanaken (87e) | -                                                                                              | nc            |
| 2017-2018 | Play-offs              | RSC Anderlecht - Club Bruges KV | 1-0              | 15 avril 2018     | -                                                                       | Teodorczyk (52e)                                                                               | 21 000        |
| 2017-2018 | Play-offs              | Club Bruges KV - RSC Anderlecht | 1-2              | 6 mai 2018        | Diaby (80e)                                                             | Teodorczyk (58e), Morioka (73e)                                                                | 28 500        |
| 2018-2019 | Division 1A            | Club Bruges KV - RSC Anderlecht | 2-1              | 26 août 2018      | Dennis (3e), Vanaken (43e)                                              | Musona (19e)                                                                                   | 28 000        |
| 2018-2019 | Division 1A            | RSC Anderlecht - Club Bruges KV | 2-2              | 23 février 2019   | Wesley (5e), Vlietinck (83e)                                            | Bolasie (31e, 81e)                                                                             | 21 500        |
| 2018-2019 | Play-offs              | RSC Anderlecht - Club Bruges KV | 2-3              | 4 avril 2019      | Wesley (5e), Dennis (32e), Danjuma (87e)                                | Gerkens (64e), Trebel (90e)                                                                    | 20 000        |
| 2018-2019 | Play-offs              | Club Bruges KV - RSC Anderlecht | 1-0              | 28 avril 2019     | Wesley (74e)                                                            | -                                                                                              | 28 000        |
| 2019-2020 | Division 1A            | Club Bruges KV - RSC Anderlecht | 2-1              | 22 septembre 2019 | Diatta (6e, 69e)                                                        | Chadli (5e)                                                                                    | 28 000        |
| 2019-2020 | Coupe de Belgique      | RSC Anderlecht - Club Bruges KV | 0-2              | 19 décembre 2019  | Vormer (48e), Balanta (65e)                                             | -                                                                                              | 21 000        |
| 2019-2020 | Division 1A            | RSC Anderlecht - Club Bruges KV | 1-2              | 19 janvier 2020   | Vanaken (40e, 80e)                                                      | Colassin (21e)                                                                                 | 20 000        |
| 2020-2021 | Division 1A            | Club Bruges KV - RSC Anderlecht | 3-0              | 4 octobre 2020    | Diatta (23e), Vanaken (48e pen), Vormer (90e+4)                         | -                                                                                              | 9 000         |
| 2020-2021 | Division 1A            | RSC Anderlecht - Club Bruges KV | 2-1              | 11 avril 2021     | Lang (53e)                                                              | Nmecha (72e), Lokonga (76e)                                                                    | 0 (huis clos) |
| 2020-2021 | Play-offs              | Club Bruges KV - RSC Anderlecht | 2-2              | 2 mai 2021        | Lang (49e), Dost (89e)                                                  | Nmecha (64e), Bruun Larsen (86e)                                                               | 0 (huis clos) |
| 2020-2021 | Play-offs              | RSC Anderlecht - Club Bruges KV | 3-3              | 20 mai 2021       | Vanaken (13e, 54e), Lang (57e)                                          | Nmecha (45e+3 pen, 65e), Bruun Larsen (90e+4)                                                  | 0 (huis clos) |
| 2021-2022 | Division 1A            | RSC Anderlecht - Club Bruges KV | 1-1              | 3 octobre 2021    | Rits (15e)                                                              | Raman (75e)                                                                                    | 20 000        |
| 2021-2022 | Division 1A            | Club Bruges KV - RSC Anderlecht | 2-2              | 19 décembre 2021  | De Ketelaere (9e), Vanaken (85e)                                        | Amuzu (73e), Hoedt (80e)                                                                       | 28 000        |
| 2021-2022 | Play-offs              | RSC Anderlecht - Club Bruges KV | 0-0              | 1er mai 2022      | -                                                                       | -                                                                                              | 21 500        |
| 2021-2022 | Play-offs              | Club Bruges KV - RSC Anderlecht | 1-1              | 22 mai 2022       | Skov Olsen (39e)                                                        | Ait El Hadj (87e)                                                                              | 28 000        |
| 2022-2023 | Division 1A            | RSC Anderlecht - Club Bruges KV | 0-1              | 16 octobre 2022   | Nielsen (69e)                                                           | -                                                                                              | 21 000        |
| 2022-2023 | Division 1A            | Club Bruges KV - RSC Anderlecht | 1-1              | 15 janvier 2023   | Nielsen (69e)                                                           | Mechele (79e csc)                                                                              | 29 042        |
| 2023-2024 | Division 1A            | RSC Anderlecht - Club Bruges KV | 1-1              | 24 septembre 2023 | Skov Olsen (64e)                                                        | Dolberg (40e)                                                                                  | 21 000        |
| 2023-2024 | Division 1A            | Club Bruges KV - RSC Anderlecht | 1-2              | 24 février 2024   | Jutglà (18e)                                                            | Vázquez (79e), Angulo (90e+1)                                                                  | 29 000        |
| 2023-2024 | Play-offs              | Club Bruges KV - RSC Anderlecht | 3-1              | 7 avril 2024      | Mechele (3e), Onyedika (61e, 89e)                                       | Dreyer (90e+4)                                                                                 | 29 042        |
| 2023-2024 | Play-offs              | RSC Anderlecht - Club Bruges KV | 0-1              | 19 mai 2024       | Odoi (29e)                                                              |                                                                                                | 21 000        |
| 2024-2025 | Division 1A            | Club Bruges KV - RSC Anderlecht | 2-1              | 27 octobre 2024   | Vermant (8e), Talbi (76e)                                               | Simić (88e)                                                                                    | 29 000        |
| 2024-2025 | Division 1A            | RSC Anderlecht - Club Bruges KV | 0-3              | 11 janvier 2025   | Jutglà (10e, 41e), Nilsson (79e)                                        |                                                                                                | 21 500        |
| 2024-2025 | Play-offs              | Club Bruges KV - RSC Anderlecht | 2-0              | 30 mars 2025      | Tzólis (35e), Vermant (70e)                                             |                                                                                                | 29 000        |
| 2024-2025 | Coupe de Belgique      | Club Bruges KV - RSC Anderlecht | 2-1              | 4 mai 2015        | Vermant (40e, 61e)                                                      | Vázquez (90e+1)                                                                                | 40 861        |
| 2024-2025 | Play-offs              | RSC Anderlecht - Club Bruges KV | -                | 18 mai 2025       |                                                                         |                                                                                                |               |